# 탐나는 제주
《탐나는 제주》는 KBS 제주 1TV에서 매주 월요일부터 목요일 오후 5시 30분에 방송 중인 제주 지역 저녁 교양 정보 프로그램이다.

## 경쟁 프로그램
- TV 전국시대 (제주MBC TV)
- 혼저옵서예 (JIBS TV)